# Neuberg im Burgenland
Neuberg im Burgenland (Kroatisch: Nova Gora) is een gemeente in de Oostenrijkse deelstaat Burgenland, gelegen in het district Güssing (GS). De gemeente heeft ongeveer 1100 inwoners.

## Geografie
Neuberg im Burgenland heeft een oppervlakte van 17,6 km². Het ligt in het uiterste zuidoosten van het land.
Bildein · Bocksdorf · Burgauberg-Neudauberg · Eberau · Gerersdorf-Sulz · Großmürbisch · Güssing · Güttenbach · Hackerberg · Heiligenbrunn · Heugraben · Inzenhof · Kleinmürbisch · Kukmirn · Moschendorf · Neuberg im Burgenland · Neustift bei Güssing · Olbendorf · Ollersdorf im Burgenland · Rauchwart · Rohr im Burgenland · Sankt Michael im Burgenland · Stegersbach · Stinatz · Strem · Tobaj · Tschanigraben · Wörterberg
- Gemeinsame Normdatei: 4228470-3
- Library of Congress Control Number: n91065757
- Nationale Bibliotheek van Israël: 987007565388805171
- Virtual International Authority File: 136179786
- WorldCat: E39PBJfCrxmjG9BJvjyQHGRR8C